# 胡安·安东尼奥·奥伦加
胡安·安東尼奧·奧蘭加（英語：Juan Antonio Orenga Forcada，1966年7月29日—），出生於西班牙，已退役西班牙職業籃球運動員，目前擔任CBA聯盟的廣州龍獅總教練。